# Grèce aux Jeux olympiques d'hiver de 1992
L'équipe olympique grecque participe aux Jeux olympiques d'hiver de 1992 à Albertville. Elle n'y remporte aucune médaille. Le skieur Thomai Lefousi est le porte-drapeau d'une délégation grecque comptant 8 sportifs (7 hommes et 1 femme).

## Résultats

### Biathlon
Men
| Épreuve      | Athlète           | Erreurs | Temps   | Rang |
| ------------ | ----------------- | ------- | ------- | ---- |
| 10 km Sprint | Thanasis Tsakiris | 3       | 30:39.3 | 79   |

| Épreuve | Athlète            | Temps     | Erreurs | Temps ajusté | Rang |
| ------- | ------------------ | --------- | ------- | ------------ | ---- |
| 20 km   | Nikos Anastasiadis | 1'18:45.5 | 7       | 1'25:45.5    | 92   |
| 20 km   | Thanasis Tsakiris  | 1'00:37.2 | 2       | 1'02:37.2    | 42   |

### Ski alpin
Homme
| Athlète          | Épreuve      | Manche 1 | Manche 2 | Total   | Total |
| Athlète          | Épreuve      | Temps    | Temps    | Temps   | Rang  |
| ---------------- | ------------ | -------- | -------- | ------- | ----- |
| Ioannis Kapraras | Super-G      |          |          | 1:26.47 | 73    |
| Thomas Lefousi   | Super-G      |          |          | 1:25.01 | 71    |
| Ioannis Kapraras | Slalom Géant | DNF      | –        | DNF     | –     |
| Thomas Lefousi   | Slalom Géant | 1:17.22  | DNF      | DNF     | –     |
| Ioannis Kapraras | Slalom       | DNF      | –        | DNF     | –     |
| Thomas Lefousi   | Slalom       | DNF      | –        | DNF     | –     |

Femme
| Athlète        | Épreuve      | Manche 1 | Manche 2 | Total   | Total |
| Athlète        | Épreuve      | Temps    | Temps    | Temps   | Rang  |
| -------------- | ------------ | -------- | -------- | ------- | ----- |
| Thomai Lefousi | Super-G      |          |          | 1:37.61 | 42    |
| Thomai Lefousi | Slalom Géant | DNF      | –        | DNF     | –     |
| Thomai Lefousi | Slalom       | 57.16    | DNF      | DNF     | –     |

### Ski de fond
Men
| Épreuve         | Athlète             | Course    | Course |
| Épreuve         | Athlète             | Temps     | Rang   |
| --------------- | ------------------- | --------- | ------ |
| 10 km C         | Nikos Anastasiadis  | 37:26.5   | 99     |
| 10 km C         | Dimitrios Tsourekas | 37:15.6   | 98     |
| 10 km C         | Timoleon Tsourekas  | 36:26.9   | 91     |
| 10 km C         | Ioannis Mitroulas   | 35:25.4   | 84     |
| 15 km pursuit F | Dimitrios Tsourekas | 58:23.9   | 91     |
| 15 km pursuit F | Timoleon Tsourekas  | 56:04.6   | 88     |
| 15 km pursuit F | Nikos Anastasiadis  | 54:36.2   | 82     |
| 30 km C         | Nikos Anastasiadis  | DNF       | –      |
| 30 km C         | Dimitrios Tsourekas | 1'43:41.9 | 76     |
| 30 km C         | Ioannis Mitroulas   | 1'42:50.5 | 74     |

Relais hommes 4 × 10 km
| Athlètes                                                                    | Course    | Course |
| Athlètes                                                                    | Temps     | Rang   |
| --------------------------------------------------------------------------- | --------- | ------ |
| Dimitrios Tsourekas Timoleon Tsourekas Nikos Anastasiadis Thanasis Tsakiris | 2'05:46.4 | 16     |